# ロミオとジュリエット効果
ロミオとジュリエット効果（ロミオとジュリエットこうか、英: Romeo and Juliet effect）とは、主に恋愛などにおいて、障害があった方が逆にその障害を乗り越えて目的を達成しようとする気持ちが高まる心理現象を指す。ウィリアム・シェイクスピアのロミオとジュリエットにちなんで命名された。
アメリカの心理学者リチャード・ドリスコールが、男女のカップルからの調査結果を元に命名した。恋人同士の間に何らかの障害が存在する事で、かえってそれが二人の気持ち（恋愛感情）を高めてしまう場合などが当てはまる。
例えば、恋人の親がその恋愛に反対し、2人の仲を引き裂こうとすると、逆にその恋人同士の感情が強まってしまう場合にいう。